# 大河口遗址
大河口遗址，位于山西省临汾市翼城县隆化镇大河口村，是一处古遗址，已列为全国重点文物保护单位。
1987年8月，大河口遗址公布为翼城县文物保护单位。
2016年6月6日，大河口遗址公布为第五批山西省文物保护单位，编号5-13，古遗址类，年代为新石器时代、西周、东周、汉代。
2019年10月7日，大河口遗址公布为第八批全国重点文物保护单位，编号8-0008-1-008，古遗址类，年代为西周至春秋。